# Oskar Lecher

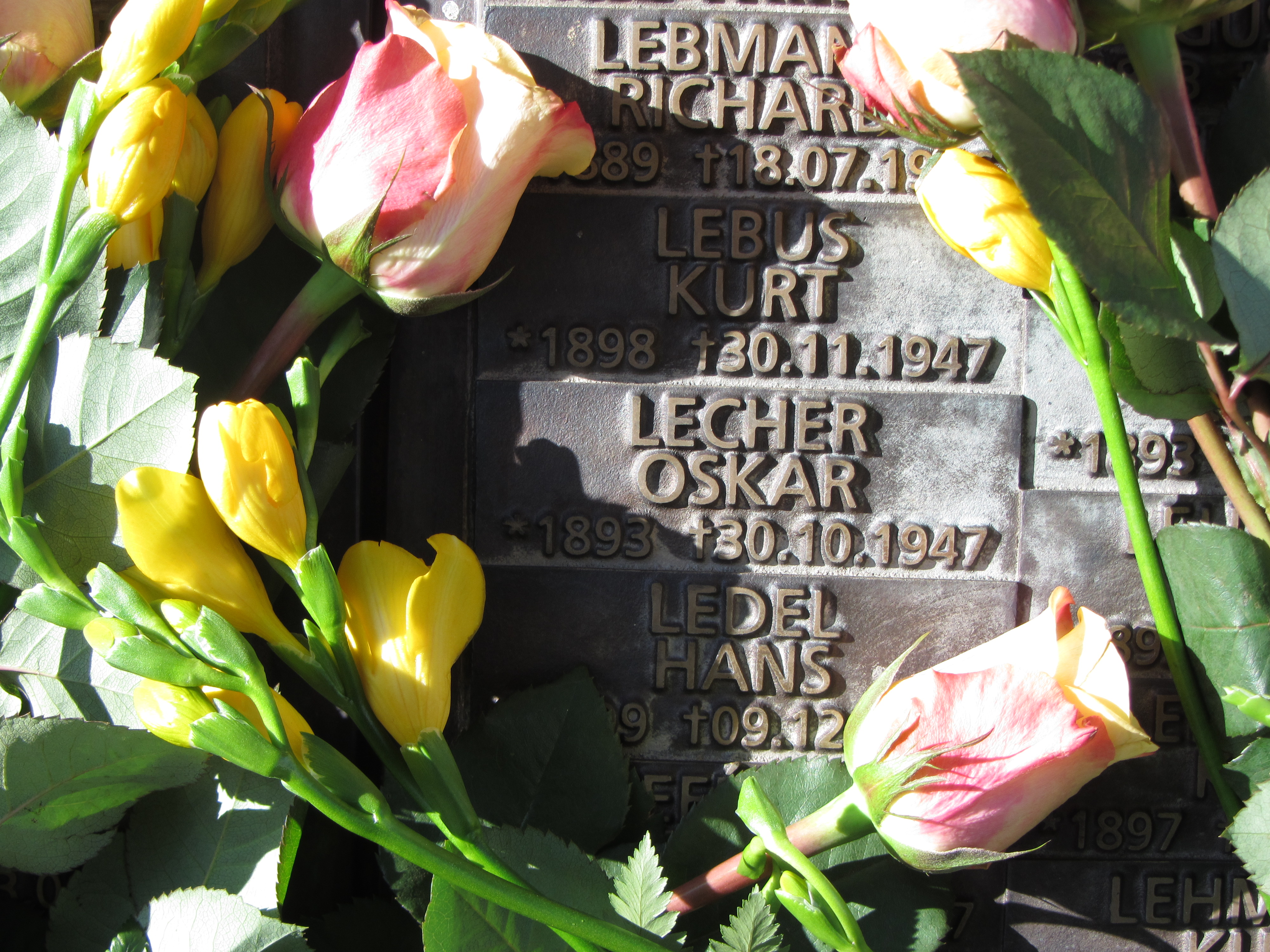
Gedenktafel im Lager Mühlberg

Oskar Lecher (* 4. Oktober 1893 in Cottbus; † 30. Oktober 1947 im Speziallager Nr. 1 Mühlberg) war ein deutscher Chemiker.

## Familie
Oskar Lecher war verheiratet mit der Dentalkauffrau Johanna Grothe (* 30. März 1896 in Bromberg/Posen; † 15. November 1970 Ilten-Köthenwald); Tochter des Reichsbahnobersekretärs Christian Friedrich Grothe (* 9. September 1860 in Stolpe/Oder; † 23. Februar 1947 in Cottbus) und Schwester von Franz Grothe (* 26. Januar 1893 in Bromberg/Posen; † 27. April 1962 Holzen, Gemeinde Icking), Güterdirektor mit Generalvollmacht auf den Gütern Grambschütz, Reichen und Kaulwitz der Grafen Henckel von Donnersmarck. Zudem war F. Grothe Amtsvorsteher und NSDAP-Ortsgruppenleiter in Grambschütz.[3]
Oskar Lecher ist der Vater von
- Christa Lecher (* 27. Dezember 1921 in Cottbus; † 14. Dezember 2011 in Hildesheim)
- Wolfgang Lecher (* 27. März 1924 in Cottbus; † 24. September 1997 in Hannover).

## Leben
Ostern 1913 erlangte er das Reifezeugnis am Friedrich-Wilhelm-Gymnasium in Cottbus. Anschließend begann er das Studium der Chemie an der Friedrich-Wilhelms-Universität Berlin und arbeitete in dem von Emil Fischer geleiteten I. Chemischen Institut. Mit Ausbruch des Ersten Weltkriegs 1914 trat er als Kriegsfreiwilliger bei den I. Gardedragonern (Kavallerieregiment) ein. Er wurde als Kavallerist, Artillerist und seit 1916 als Infanterist bei verschiedenen Regimentern auf verschiedenen Kriegsschauplätzen eingesetzt. 1917 wurde er zum Leutnant der Reserve befördert. Das Verbandsexamen legte er vor dem Krieg und während eines Urlaubs im Dezember 1917 ab. Im Dezember 1918 wurde er aus dem Heeresdienst entlassen.
Er nahm Februar 1919 sein Studium in Berlin wieder auf und wurde am 22. Juli 1920 mit seiner Inaugural-Dissertation "Über den γ-Phenyl-γ-Oxy-n-butyraldehyd" zur Erlangung der Doktorwürde an der philosophischen Fakultät der Universität Berlin bei Burckhardt Helferich zum Dr. phil. promoviert.
Er gründete Anfang der 1920er Jahre in der Wernerstraße 25 in Cottbus das Lausitzer Industrielaboratorium als öffentliche chemische Untersuchungsanstalt. Es handelte sich um ein Speziallaboratorium für Glasfabrikation und Keramik, Untersuchung von Gläsern und Glasuren. Des Weiteren beriet er Unternehmen bei Fabrikationsfehlern aller Art, Prüfung von Rohmaterialien und Fertigprodukten.
Er entwickelte unter anderem einen Extrakt aus Fichtennadeln als Kurmittel, das Daroliko-Bad. Ende der 1920er Jahre fuhr er im 3-Monatsrhythmus in die Sowjetunion (Moskau, Leningrad u. a.), wo er als Baustoffchemiker Anteil am Aufbau der Ziegeleiindustrie leistete.
Anfang der 1930er Jahre gründete Lecher das Lausitzer Dentaldepot.
Lechers wesentliche wissenschaftlichen Beiträge lagen ab den 1920er Jahren in der Chemie der Keramik- und der Glasherstellung. Seine Arbeiten fanden international Beachtung.
Im Jahr 1934 war Oskar Lecher an der Sicherung des Goldfundes von Cottbus beteiligt.
Er war lange Jahre Mitglied in der Kreutzer-Abteilung des Deutschen Segler-Verbandes e.V. und Verfasser diverser Artikel in der Zeitschrift „Yacht“. Im Februar 1941 hat er die Sportseeschifferprüfung an der Seefahrtschule Stettin bestanden.
Im November 1944 beauftragte er zwei französische Kriegsgefangene, den Architekten André Malizard (Architekt der Schwedischen Botschaftsgebäude in Paris 1972–74) und den Innenarchitekten Roland Malassinet (Ecole Nationale Supérieure des Arts Décoratifs) mit den Planungen für ein Landhaus auf einem 5.000 m² großen Wassergrundstück am Schwielochsee.
Nach Kriegsende wurde er am 23. Juni 1945 von der Operativgruppe des NKWD der UdSSR in Cottbus verhaftet (Häftlingsnummer 27.800) und in das Speziallager Nr. 6 Jamlitz bei Lieberose verbracht. Der Haftvorwurf vom 21. Juli 1945 lautete, Mitglied der Untergrundbewegung Werwolf zu sein. Am 4. Mai 1947 wurde er vom Speziallager Nr. 6 in das NKWD-Speziallager Nr. 1 Mühlberg transportiert, wo er am 30. Oktober 1947 im Lazarett (Zone 5) an Tuberkulose verstarb.
Seine Ehefrau Johanna Lecher führte nach seinem Tod das Lausitzer Dentaldepot weiter. Das Lausitzer Industrielaboratorium Dr. Oskar Lecher existierte sogar noch bis 1952.
Ein Antrag bei der Generalstaatsanwaltschaft der Russischen Föderation auf Rehabilitierung im Jahre 2000 wurde wie folgt abgelehnt: „Da Herr Lecher wegen des Vorwurfs von Handlungen gegen Bürger oder Interessen der UdSSR nicht strafrechtlich belangt worden ist, sondern interniert wurde, kann das Gesetz der Russischen Föderation vom 18.10.91 ‚Über die Rehabilitierung von Opfern politischer Repressionen‘ auf seinen Fall nicht angewandt werden.“

## Schriften (Auswahl)
- "Über den Phenyl-γOxy-butyraldehyd", Inaugural-Dissertation zur Erlangung der Doktorwürde der hohen Philosophischen Fakultät der Universität Berlin, Juli 1920
- Helferich, B. and Lecher, O. (1921), "γ-Oxy-aldehyde, III.: Über den γ-Phenyl-γ-oxy-n-butyraldehyd". Berichte der deutschen chemischen Gesellschaft (A and B Series), 54: 930–935. doi:10.1002/cber.19210540509
- "Über die Verwendung von Abfallkalken zu Düngezwecken", Chemiker-Zeitung. 1921, S. 99
- "Über das Pyrexglas", Chemiker-Zeitung 44, 469–470, 1922, Nr. 62.
- "Über die chemische Industrie Japans", Chemiker-Zeitung, Band 46, Teil 2, Seite 1257, 1922
- "Die Verwendung des Rotschlamms", Chemisches Zentralblatt, Band 93, Ausgabe 2, Seite 122, 1922
- "Die Verwendung des Rotschlammes für Glasfabrikation und Keramik", Chemisches Zentralblatt, Band 93, Ausgabe 2, Seite 128, 1922
- "Die Veralufarbe der vereinigten Aluminiumwerke A. G. Lautawerk", Verlag der Chemiker-Zeitung, Chemiker-Zeitung: Band 47, Teil 1, 1923
- "Neue Rohstoffe in der Glasindustrie", Chemisches Zentralblatt, Band 96, Ausgabe 2, Teil 1 1925
- "Moderne Glasgemengesätze", Chemisches Zentralblatt, Band 96, Ausgabe 2, Teil 2, 1925 (auch als 2.–14. Sonderabdruck aus der Chemisch-Metallurgischen Zeitschrift "Die Metallbörse" Nr. 68-76-84-100/1925, Nr. 4/6-14-22-44-58-66-92/1926, Nr. 10-20-34/1927)
- "Verfahren zur Untersuchung feuerfester Silika- und Schamottesteine auf ihre Widerstandsfähigkeit gegen den Angriff geschmolzener Schlacken oder Glasflüsse", Deutsche Ton- und Ziegel-Zeitung, Band 5, S. 84–86, 1928
- "Anweisung für die zweckmäßige Benutzung von Eigenschaftsblättern", Deutsche Ton- und Ziegel-Zeitung, Band 5, S. 194–197, 1928
- "Moderne Glassätze. Glassätze für gelbbraune Gläser, Selenrubin u. Silbergelb", Chemisches Zentralblatt, Band 99, Teil 1, Seite 740, 1928
- "Verbesserung der Druckfestigkeiten an Pflasterklinkern", Chemisches Zentralblatt, Band 3, Seite 1197, 1929
- "Die keramische Industrie Russlands", Chemisches Zentralblatt, Band 103, Teil 3, S. 185-96. 1932.
- "Über die Bedeutung der Bestimmung des spezifischen Gewichts für die Beurteilung von Soda, die für die Glasschmelze geeignet sein soll", Chemisches Zentralblatt, Band 103, Seite 269, 1932
- "Wie kann ich Brennstoff sparen." In: "Yacht" Heft 48, 1932, Seite 7
- "Russische Klinker- und Steinzeugtone", Chemiker-Zeitung Band 57, Nr. 17, Seite 161f., 1933
- "Schamottemassen für Glashäfen und Wannen", Glashütte, Bd. 69, Nr. 31, S. 529–530, 1939
- "Motorboot unter Segeln." In: "Yacht" Heft 50, 1940, Seite 592
- "Feuerlöscheinrichtungen auf Segel- und Motorbooten." In: "Yacht" Heft 6, 1941 Seite 63
- "Seeankererfahrungen auf einer Motoryacht." In: "Yacht" Heft 11, 1941, Seite 124